# Pseudophilautus sordidus
Espèce
Synonymes
- Philautus sordidus Manamendra-Arachchi & Pethiyagoda, 2005

Statut de conservation UICN

 NT  : Quasi menacé
Pseudophilautus sordidus est une espèce d'amphibiens de la famille des Rhacophoridae.

## Répartition
Cette espèce est endémique du Sud-Ouest et du centre du Sri Lanka. Elle se rencontre entre 60 et 1 060 m d'altitude.

## Description
Pseudophilautus sordidus mesure de 22 à 40 mm. Son dos varie du brun au brun foncé avec des taches noires symétriques. Son ventre est brun.

## Étymologie
Son nom d'espèce, du latin sordidus, « sale », lui a été donné en référence à son apparence "crasseuse".

## Publication originale
- Manamendra-Arachchi & Pethiyagoda, 2005 : The Sri Lankan shrub-frogs of the genus Philautus Gistel, 1848 (Ranidae: Rhacophorinae), with description of 27 new species. The Raffles Bulletin of Zoology, Supplement Series, no 12, p. 163-303 (texte intégral).